# كارلو رانكاتي
كارلو رانكاتي (بالإيطالية: Carlo Rancati)‏ مواليد 28 أبريل 1940 في ميلانو، هو دراج إيطالي سابق. سبق أن شارك في دورة الألعاب الأولمبية الصيفية وفاز بميدالية أولمبية.

## الميداليات
| الميدالية | المسابقة                       |
| --------- | ------------------------------ |
| فضية      | الألعاب الأولمبية الصيفية 1964 |

## روابط خارجية
- كارلو رانكاتي على موقع أرشيف الدراجات (الإنجليزية)
- كارلو رانكاتي على موقع إحصائيات الدراجات الإحترافية (الإنجليزية)
- كارلو رانكاتي على موقع CycleBase (الإنجليزية)
- كارلو رانكاتي على موقع أوليمبيديا (الإنجليزية)
- كارلو رانكاتي على موقع اللجنة الأولمبية الإيطالية (الإيطالية)